# 六郷村 (青森県南津軽郡)
六郷村（ろくごうむら）は、かつて青森県にあった村。

## 地理
- 河川：高館川、十川、長谷沢

## 沿革
- 1889年（明治22年）4月1日 - 町村制施行により南津軽郡高館村、赤坂村、二双子村、竹鼻村、三島村、上十川村、北中野村（一部）が合併し、六郷村が発足。
- 1954年（昭和29年）7月1日 - 南津軽郡黒石町、中郷村、山形村、浅瀬石村と合併し市制施行して黒石市となる。

## 村長
- 宇野清左衛門：1890年 -
- 宇野勇作：1927年 -

## 経済
農業
『大日本篤農家名鑑』によれば六郷村の篤農家は、「猪俣良雄、高田寛蔵、高田操、大平勝郎、宇野要七、宇野清左衛門、村上弘」などである。